# Гэй, Нона
Но́на Марви́са Гэй (англ. Nona Marvisa Gaye; 4 сентября 1974, Вашингтон, США) — американская актриса, певица, автор песен и фотомодель.

## Биография
Нона Марвиса Гэй родилась 4 сентября 1974 года в Вашингтоне (США) в семье музыканта Марвина Гэя (1939—1984) и актрисы Дженис Гэй (род. 1956). У Ноны есть младший брат — Фрэнки Гэй (род. 1975), а также старший сводный брат по отцу от его первого брака — Марвин Гэй-третий.

## Карьера
Ещё ребёнком, Нона успела побывать на сцене вместе со своим отцом, а в восемь лет она уже представляла своего отца на концертах серии «Soul Train». Свою вокальную карьеру Нона запустила в начале девяностых; в нулевых она занялась ещё и актёрской деятельностью.
В 2004 году озвучила роль в мультфильме «Полярный экспресс».

## Личная жизнь
В 1990-х годах Нона состояла в фактическом браке с Джастином Мартинесом. У бывшей пары есть сын — Нолан Мартинес (род. в июне 1997).

## Фильмография
| Год  |    | Русское название          | Оригинальное название   | Роль                |
| ---- | -- | ------------------------- | ----------------------- | ------------------- |
| 1989 | ф  | Ночи Гарлема              | Harlem Nights           | начальница          |
| 2001 | ф  | Али                       | Ali                     | Белинла Али         |
| 2003 | ф  | Матрица: Перезагрузка     | The Matrix Reloaded     | Зи                  |
| 2003 | ф  | Матрица: Революция        | The Matrix Revolutions  | Зи                  |
| 2004 | ф  | Столкновение              | Crash                   | Карен               |
| 2004 | мф | Полярный экспресс         | The Polar Express       | героиня             |
| 2004 | ки | —                         | The Polar Express       | героиня             |
| 2005 | ки | —                         | The Matrix Online       | Зи                  |
| 2005 | ф  | Три икса 2: Новый уровень | xXx: State of the Union | Лола Джексон        |
| 2005 | ф  | Госпел                    | The Gospel              | Шарлин Тейлор Фрэнк |
| 2009 | ф  | Кровь и кость             | Blood and Bone          | Тамара              |

## Дискография

### Альбомы
- Love for the Future (1992)
- Language of Love (2008)

### Синглы
- I’m Overjoyed (1992)
- The Things That We All Do for Love (1993)
- Love Sign, feat. Prince (1994)